# Procynosuchidae
Famille
Les Procynosuchidae  ont été, avec les Dviniidae et les Epicynodontia, les premiers cynodontes. Ils sont apparus il y a environ 260 millions d'années et ont été à leur apogée à la fin du Permien (251 millions d'années), peu avant l'extinction Permien-Trias. Même s'ils étaient des membres basaux du clade des cynodontes, ils montrent déjà quelques-unes des caractéristiques avancées de mammifères, mais les procynosuchidés ressemblaient aux thérocephaliens.
Les yeux des procynosuchidés sont orientés vers l'avant et l'os dentaire était plus grand que chez les Therocephalia. Les procynosuchidés avaient un palais secondaire, ce qui leur permettait de manger tout en respirant, comme les mammifères. Les procynosuchidés ont disparu à l'extinction du Permien-Trias. Certains étaient terrestres mais d'autres, comme le genre Procynosuchus, étaient semi-aquatiques.

## Genres et espèces
- Nanocynodon
  - N. seductus - Russie
- Parathrinaxodon
  - P. proops - Tanzanie
- Procynosuchus
  - P. delaharpeae - Afrique du Sud, Zambie, Allemagne
- Uralocynodon
  - U. tverdokhlebovae - Russie

- (en) Cet article est partiellement ou en totalité issu de l’article de Wikipédia en anglais intitulé « Procynosuchidae » (voir la liste des auteurs).